# Deutsche Meisterschaften im Eiskunstlaufen 2016
Die Deutschen Meisterschaften im Eiskunstlaufen 2016 fanden vom 11. bis 13. Dezember 2015 in der Eissporthalle Essen-West in Essen statt.
Die Meisterschaften wurden ausgerichtet von der Deutschen Eislauf-Union und umfassten neben den Einzelläufen der Damen und Herren auch Paarlauf sowie Eistanzen.

## Ergebnisse

### Damen
| Platz | Sportlerin          | Kurz       | Kür         | Gesamt |
| ----- | ------------------- | ---------- | ----------- | ------ |
| 1     | Lutricia Bock       | 59.32 (1.) | 105.62 (2.) | 164.94 |
| 2     | Nathalie Weinzierl  | 54.64 (3.) | 108.47 (1.) | 163.11 |
| 3     | Nicole Schott       | 56.32 (2.) | 100.57 (3.) | 156.89 |
| 4     | Lea Johanna Dastich | 48.54 (4.) | 98.99 (4.)  | 147.53 |
| 5     | Alina Mayer         | 32.86 (5.) | 65.30 (5.)  | 98.16  |

Die Chemnitzerin Lutricia Bock gewann nach Bronze 2015 und trotz des zweiten Platzes in der Kür ihren ersten deutschen Meistertitel. Die 19-jährige Jennifer Parker vom Eissport Club Oberstdorf zog ihre Teilnahme noch vor Beginn der Meisterschaft zurück.

### Herren
| Platz | Sportlerin       | Kurz       | Kür         | Gesamt |
| ----- | ---------------- | ---------- | ----------- | ------ |
| 1     | Franz Streubel   | 70.04 (2.) | 146.18 (1.) | 216.22 |
| 2     | Paul Fentz       | 71.94 (1.) | 134.98 (2.) | 206.92 |
| 3     | Niko Ulanovsky   | 65.07 (3.) | 123.50 (3.) | 188.57 |
| 4     | Alexander Bjelde | 63.09 (4.) | 118.86 (4.) | 181.95 |
| 5     | Anton Kempf      | 60.60 (5.) | 115.60 (5.) | 176.20 |
| 6     | Martin Rappe     | 60.59 (6.) | 108.48 (6.) | 169.07 |
| 7     | Marco Asam       | 46.69 (7.) | 93.48 (7.)  | 140.17 |
| 8     | Alexander Betke  | 42.32 (8.) | 86.00 (8.)  | 128.32 |

Der Deutsche Meister Franz Streubel konnte seinen Titel erfolgreich verteidigen. Nach dem Kurzprogramm lag er wie im Vorjahr noch hinter Paul Fentz, konnte sich aber in der Kür durchsetzen.

### Paare
| Platz | Sportlerin                          | Kurz       | Kür         | Gesamt |
| ----- | ----------------------------------- | ---------- | ----------- | ------ |
| 1     | Aljona Savchenko Bruno Massot       | 80.61 (1.) | 141.61 (1.) | 222.22 |
| 2     | Mari-Doris Vartmann Ruben Blommaert | 67.09 (2.) | 112.01 (2.) | 179.10 |
| 3     | Minerva-Fabienne Hase Nolan Seegert | 54.32 (3.) | 89.02 (3.)  | 143.54 |

### Eistanz
| Platz | Sportlerin                          | Kurz       | Kür        | Gesamt |
| ----- | ----------------------------------- | ---------- | ---------- | ------ |
| 1     | Kavita Lorenz Panagiotis Polizoakis | 56.06 (2.) | 90.10 (1.) | 222.22 |
| 2     | Katharina Müller Tim Dieck          | 56.10 (1.) | 83.47 (2.) | 139.57 |
| 3     | Aurelija Ipolito Bennet Preiss      | 36.21 (3.) | 54.60 (3.) | 90.81  |